# Steeplecab-Lokomotive

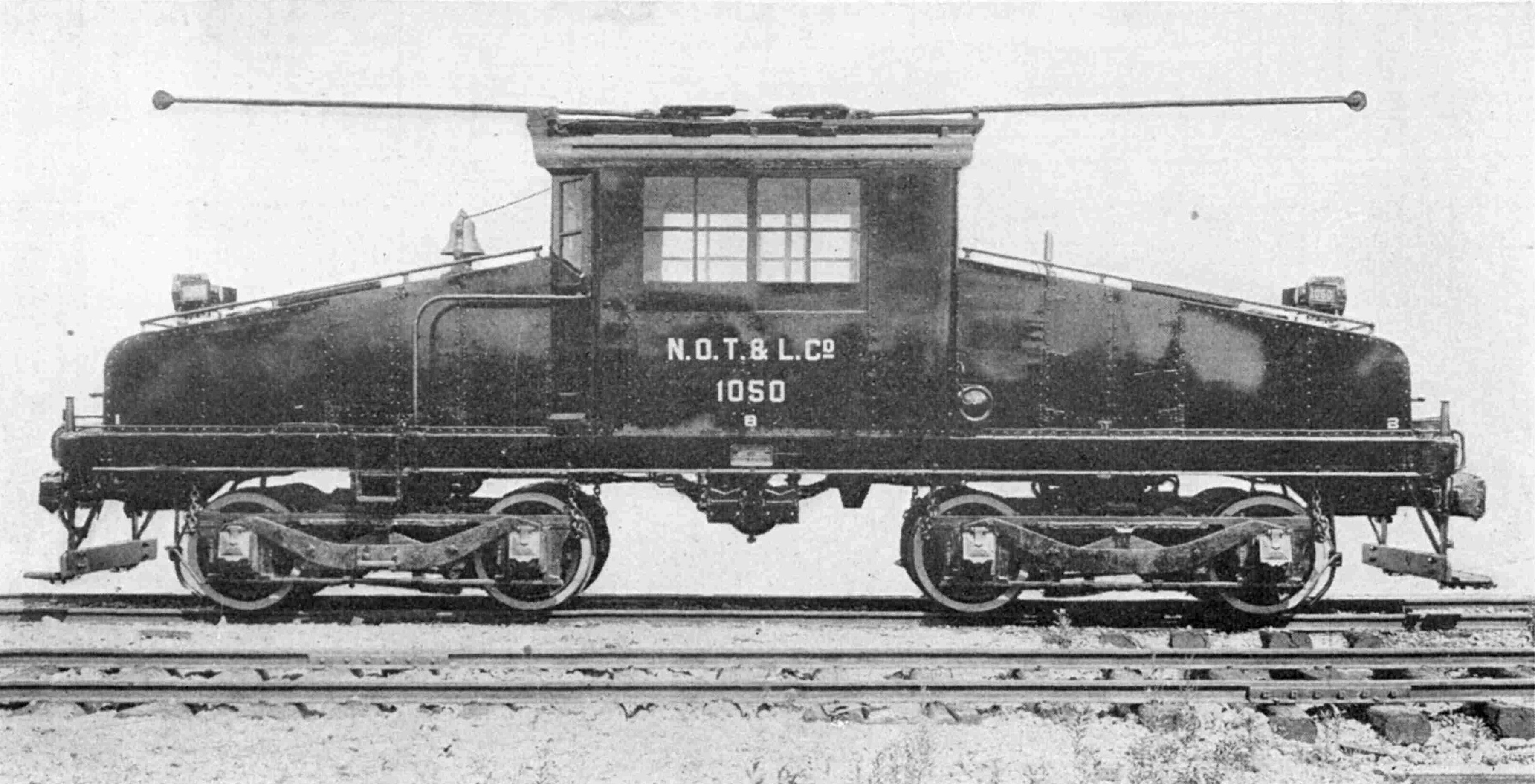
Steeplecab-Lokomotive von General Electric, die bei einer amerikanischen Interurban eingesetzt war

Eine Steeplecab-Lokomotive, von englisch Steeple „Turm“ und Cab „Führerhaus“, ist ein Lokomotive mit einem quaderförmigen Aufbau in der Mitte, der den Führerstand enthält, und auf beiden Seiten daran anschließende niedere abgeflachte Vorbauten bezeichnet werden. Der Begriff ist vor allem in Nordamerika verbreitet, wo solche Lokomotiven ab den 1900er Jahren gebaut wurden. Die Bauform wird heute nicht mehr verwendet.

## Geschichte
Die Steeplecab-Lokomotive war die häufigste Bauform für Güterzuglokomotiven, die bei Interurbans eingesetzt waren. Sie waren oft für Mehrfachtraktion ausgerüstet und wurden in verschiedenen Größen gebaut. In Nordamerika wurde der Markt von General Electric und dem Konsortium aus Baldwin und Westinghouse beherrscht. Die Bezeichnung der Standardserien erfolgte meist nach dem Gewicht der Lokomotive in amerikanischen Tonnen. Die schwersten wogen 100 ton, die leichtesten 30 ton, was in Metrisches Einheitensystem den Massen von 90 t und 27 t entspricht. Am häufigsten wurden 50-ton- und 60-ton-Lokomotiven eingesetzt, die in metrischen Einheiten ein Gewicht von 45 t und 54 t hatten.

## Technik
In der Mitte der Aufbauten einer Steeplecab-Lokomotive befindet sich der Führerstand oder ein kurzer Maschinenraum mit zwei Führerständen an beiden Enden. Die Vorbauten schließen sich an die mittlere Struktur an. Sie fallen meist leicht nach vorne ab, sodass der Triebfahrzeugführer eine bessere Sicht auf die Strecke hat. In den Vorbauten befinden sich Teile der elektrischen und mechanischen Ausrüstung des Triebfahrzeugs, darunter meist der Luftpresser und die Fahrmotorlüfter, damit das Fahrpersonal weniger von dem Lärm dieser Ausrüstungsteile belästigt wird. Auf dem Dach des Führerhauses befinden sich die Stromabnehmer, die bei vielen Bahnen in den Anfängen noch als Rutenstromabnehmer ausgebildet waren.
Die Vorbauten gaben dem Personal bei Kollisionen etwas mehr Sicherheit gegenüber den Boxcab-Lokomotiven, wo die Führerstände ganz am Ende des Fahrzeugs angeordnet sind. Dies hatte zur Folge, dass die Aufbauten der PRR-Klasse P5 während der Serie von Boxcab auf Steeplecab umgestellt worden sind, wobei bei dieser Variante die Höhe der Vorbauten gegenüber dem mittigen Maschinenraum nicht reduziert wurde.
Der Begriff Steeplecab leitet sich vom Aussehen der Lokomotiven ab, das im Entfernten an eine Kirche erinnert. Der Führerstand stellt den Kirchturm dar und die beiden Vorbauten das Dach des Kirchenschiffs. Die meisten Steeplecab-Lokomotiven waren mit Gleichstrom betriebene Elektrolokomotiven. Sie eigneten sich weniger für Wechselstromlokomotiven, weil die Aufbauten kaum Platz für den Transformator hatten. Eine ähnliche Bauform ist die Mittelführerstandlokomotive, die in Amerika ebenfalls als Steeplecab bezeichnet, wird während der Begriff in Europa nur für die um die Jahrhundertwende gebauten Gleichstromlokomotiven mit den abgeflachten Vorbauten gebräuchlich ist.